# Gwint
Gwint (niem. Gewinde) – śrubowe nacięcie na powierzchni walcowej lub stożkowej, zewnętrznej lub wewnętrznej. Komplementarne gwinty wewnętrzny i zewnętrzny mają tak dobrany kształt, że pasują do siebie. Ruch obrotowy elementu z gwintem zewnętrznym powoduje przesuwanie się tego elementu względem elementu z gwintem wewnętrznym. Gwint może być interpretowany jako równia pochyła nawinięta na powierzchnię walcową. Dlatego też śrubę zalicza się wraz z równią pochyłą do maszyn prostych.

## Klasyfikacja gwintów

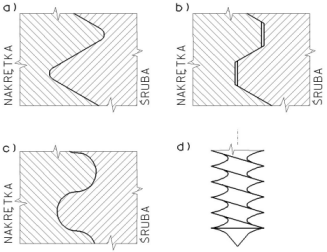
Różne rodzaje gwintów

Istnieje wiele rodzajów i parametrów gwintów
- Ze względu na kierunek nacięcia – prawy i lewy.
- Ze względu na przeznaczenie:
  - gwint pociągowy – stosowany do zamiany ruchu obrotowego na postępowy,
  - gwint złączny – stosowany do połączeń gwintowych, zaliczanych do rozłącznych, kształtowych połączeń spoczynkowych elementów.
- Ze względu na stosowany system miar wyróżnia się:
  - gwint metryczny – parametry gwintu podawane są w milimetrach, szczególną klasą tych gwintów są znormalizowane gwinty zwane gwintami metrycznymi,
  - gwint calowy – parametry gwintu podawane są w calach, szczególną klasą tych gwintów są znormalizowane gwinty zwane gwintami calowymi.
- Ze względu na umiejscowienie: 
  - gwint zewnętrzny,
  - gwint wewnętrzny.
- Ze względu na pochylenie płaszczyzny gwintu:
  - walcowe – nacięty na powierzchni bocznej walca,
  - stożkowe – nacięty na fragmencie powierzchni bocznej stożka.
- Ze względu na kształt zarysu gwintu:
  - trójkątne,
  - prostokątne,
  - trapezowe – wśród których wyróżnia się gwinty trapezowe symetryczne i trapezowe niesymetryczne,
  - okrągłe.
- Ze względu na krotność zwojów: 
  - jednokrotne – pojedyncze,
  - wielokrotne – dwukrotne, trzykrotne itd.
- Ze względu na podziałkę gwintu, w znormalizowanych gwintach, wyróżnia się: 
  - gwint normalny,
  - gwint drobnozwojny,
  - gwint grubozwojowy.

Gwinty, w zależności od rodzaju (zewnętrzny, wewnętrzny) oraz średnicy, umiejscowienia i wielkości serii, wykonuje się różnymi metodami. Najpopularniejszymi narzędziami do nacinania gwintów są gwintowniki i narzynki. Poza tym gwinty wykonuje przy użyciu noży tokarskich, frezów, głowic gwinciarskich, czy np. w procesie odlewania. Gwinty zewnętrzne wykonywane seryjne, np. na śrubach, gwintuje się poprzez walcowanie.

## Parametry gwintu
Podstawowymi parametrami gwintu są

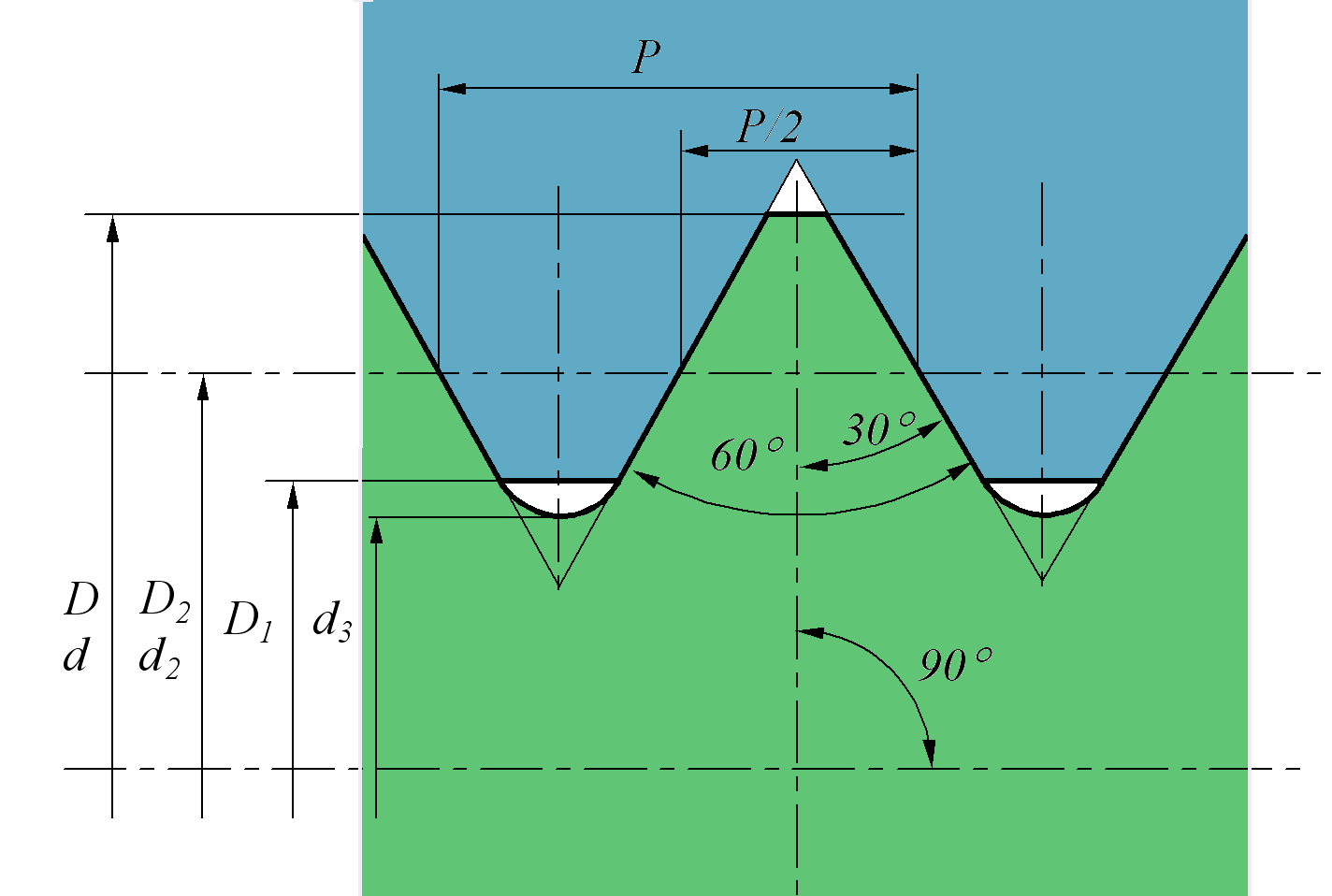
Zarys gwintu metrycznego

- średnica nominalna gwintu zewnętrznego d lub wewnętrznego D;
- średnica podziałowa gwintu zewnętrznego d2 lub wewnętrznego D2 – średnica walca podziałowego, którego oś pokrywa się z osią gwintu, a powierzchnia boczna przecina zarys gwintu w taki sposób, że szerokość występu i bruzdy są sobie równe;
- podziałka gwintu – odległość pomiędzy kolejnymi wierzchołkami gwintu w przekroju wzdłużnym;
- skok gwintu P – przesunięcie osiowe po jednym obrocie śruby; wielokrotność podziałki jeżeli gwint nie jest jednokrotny;
- zaokrąglenie szczytu i dna bruzdy gwintu R – w gwintach trójkątnych unika się pozostawiania ostrych krawędzi szczytu gwintu, jak i bruzdy gwintu, gdyż powoduje to spiętrzenie naprężeń w obszarze karbu. Promień R typowo wynosi około jedną dziesiątą część skoku gwintu.

Gwinty są opisywane przez różne jednostki normalizacyjne. Oznaczenia gwintów mają różnoraką postać.
Szeroko stosowanym rodzajem gwintu jest Gwint metryczny, którego średnica w milimetrach jest typoszeregiem liczb naturalnych lub ich ułamków dziesiętnych. Zgodnie z tym gwint metryczny koduje się Mn, gdzie n to średnica gwintu w milimetrach np. M5, M20. W gwintach, w których skok P jest inny niż przyjęty za nominalny, dodatkowo specyfikuje się ten parametr w kodzie gwintu metrycznego, np. M20×2 (gwint metryczny o średnicy d = 20 mm i skoku P = 2 mm).

## Oznaczenia rodzajów gwintów
Wybrane oznaczenia rodzajów gwintów
- M – gwint metryczny zwykły, o zarysie trójkątnym o kącie 60 stopni,
- MF – gwint metryczny drobnozwojny z kątem 60 stopni,
- UNC – gwint calowy, zunifikowany, zwykły,
- UNF – gwint calowy, zunifikowany, drobnozwojny, posiadający zarys trójkątny i kąt 60 stopni,
- UNEF – gwint calowy, zunifikowany,  drobnozwojny, stosowany przy krótkich gwintach oraz cienkiej ścianie rur,
- UN – gwinty zunifikowane o skoku uprzywilejowanym,
- UNS – gwinty zunifikowane posiadający specjalne średnice i podziałki gwintu,
- ACME – gwint amerykański trapezowy symetryczny o ogólnym zastosowaniu,
- G (lub BSPP) – gwint rurowy walcowy, posiada zarys trójkątny 55 stopni,
- Rp – gwint rurowy, walcowy wewnętrzny,
- Rc – gwint rurowy, stożkowy, wewnętrzny,
- NPT – gwint rurowy Briggsa, stożkowy, posiadający zbieżność 1:16,
- BSW – gwint calowy Whitwortha, zwykły o trójkątnym walcowym zarysie i kącie 55 stopni,
- BSF – gwint calowy Whitwortha, drobnozwojny,
- E – gwint Edisona, elektrotechniczny,
- Tr – gwint trapezowy symetryczny, przeznaczony do stosowania w połączeniach ruchomych, występujących w urządzeniach przenoszących duże obciążenia,
- NC – gwint specjalny elektroinstalacyjny stosowany w rurach stalowych i instalacjach elektrycznych,
- Pg – gwint specjalny instalacyjny (z j. niemieckiego „Panzergewinde”), pancerny, przeznaczony do instalacji elektrycznych,
- R (lub BSPT) – gwint rurowy, stożkowy, zewnętrzny,
- Rd – gwint okrągły, charakteryzuje się wysoką wytrzymałością statyczną oraz zmęczeniową,
- RW, FG – gwint rowerowy,
- S – gwint trapezowy metryczny, występują one np. w śrubach pociągowych, we wrzecionach zaworów oraz w śrubach urządzeń dźwigowych,
- Ven, Vg – gwint wentylowy, stosowane są w zaworach zwulkanizowanych,
- W – gwint stożkowy do zaworów gazowych,

## Gwinty calowe
W Polsce i innych krajach stosujących system metryczny najczęściej stosowane są gwinty o średnicach będących całkowitą wielokrotnością milimetra. Są jednak dziedziny, w których dominują gwinty calowe. W hydraulice i instalatorstwie gazowym stosuje się gwinty calowe Whitwortha „W” oraz gazowe rurowe walcowe „G”. Oznaczenie tych gwintów najczęściej składa się ze średnicy w calach i liczby zwojów gwintu na cal np. W 1/2˝ × 14 lub W 1/2˝-14. Przy czym dla gwintów „W” jest to średnica zewnętrzna gwintu, natomiast dla gwintów „G” jest to średnica wewnętrzna rury (wymiary są analogiczne jak gwintów „R”). Gwinty calowe stosowano jeszcze do niedawna w produkcji licencyjnego ciągnika Massey-Fergusson. W wiertarkach elektrycznych ręcznych mocowanie uchwytu wiertarskiego gwintem UNF 1/2˝ × 20 (czyli średnica zewnętrzna 1/2˝ oraz 20 zwojów na cal) wyparło stosowane wcześniej osadzenie na stożku Morse’a. W fotografii, do mocowania stopki aparatu fotograficznego na statywie, stosuje się śruby o gwincie UNC 1/4˝-20.

## Obliczenia gwintu

### Sprawność gwintu
Przy zmianie ruchu obrotowego na postępowy: {\displaystyle \eta ={\frac {L_{u}}{L_{w}}}={\frac {Q\cdot P_{h}}{2\pi \cdot M_{s}}}={\frac {tg(\gamma )}{tg(\gamma +\rho ')}},}
przy zmianie ruchu postępowego na obrotowy: {\displaystyle \eta ={\frac {L_{u}}{L_{w}}}={\frac {2\pi \cdot M_{s}}{Q\cdot P_{h}}}={\frac {tg(\gamma -\rho ')}{tg(\gamma )}},}
| gdzie: - {\displaystyle \eta } – sprawność - {\displaystyle L_{u}} – praca uzyskana - {\displaystyle L_{w}} – praca włożona - {\displaystyle Q} – siła osiowa - {\displaystyle P_{h}} – przesunięcie - {\displaystyle M_{s}} – moment skręcający | - {\displaystyle \gamma =\arctan {\frac {P}{\pi \cdot d_{2}}}} – kąt wzniosu gwintu - {\displaystyle P} – skok gwintu - {\displaystyle d_{2}} – średnica podziałowa gwintu - {\displaystyle \rho '=\arctan {\frac {\mu }{\cos(\alpha /2)}}} – pozorny kąt tarcia - {\displaystyle \mu } – współczynnik tarcia - {\displaystyle \alpha /2} – półkąt zarysu gwintu |

### Długość robocza gwintu
Minimalna długość gwintu przenosząca obciążenie siłą {\displaystyle F} wynosi: {\displaystyle H={\frac {20F\cdot P}{\pi (d^{2}-D_{1}^{2})k_{c}}},}
gdzie:
- {\displaystyle H} – długość robocza gwintu,
- {\displaystyle F} – siła osiowa,
- {\displaystyle P} – podziałka gwintu,
- {\displaystyle d} – średnica śruby,
- {\displaystyle D_{1}} – średnica otworu nakrętki,
- {\displaystyle k_{c}} – naprężenie dopuszczalne na ściskanie.

### Średnica rdzenia śruby
Minimalna średnica rdzenia śruby przenosząca obciążenie {\displaystyle F} wynosi: {\displaystyle d_{3}=1{,}15\cdot {\sqrt {\frac {F}{k_{r}}}},}
gdzie:
- {\displaystyle d_{3}} – średnica rdzenia śruby,
- {\displaystyle F} – siła osiowa,
- {\displaystyle k_{r}} – naprężenie dopuszczalne na rozciąganie.